# Chrysosplenium kamtschaticum
Chrysosplenium kamtschaticum là một loài thực vật có hoa trong họ Saxifragaceae. Loài này được Fisch. ex Ser. miêu tả khoa học đầu tiên năm 1830.